# Solja Krapu-Kallio
Solja Krapu-Kallio, född 1960 i Konginkangas (ligger numera inom Äänekoski) i Finland och bosatt i Umeå, är en sverigefinsk estradpoet och författare.
Krapu-Kallio har vunnit SM i Poetry slam 1997 och 1998. Hon har även skrivit bilderböcker. År 2002 tilldelades hon Slangbellan, Sveriges barn- och ungdomsboksförfattares pris till årets mest lovande barn/ungdomsboksdebutant, för texten till bilderboken Jag behöver lillbrorsan. Motiveringen löd "I rytmiskt sammanhållen form gestaltar Solja Krapu med lekfull lätthet den komplicerade frågan om människors beroende av varandra".
Hon har under många år medverkat i Tankar för dagen i Sveriges Radio P1.

## Utmärkelser
- 1997 - Vinnare i SM i Poetry slam.
- 1998 - Vinnare i SM i Poetry slam.
- 2001 - Guldäpplet.
- Slangbellan 2002 (Jag behöver lillbrorsan).
- 2009 - Vann i SM i Sverigefinnarnas berättarslam.

## Böcker
- Jag behöver lillbrorsan (Alfabeta bokförlag AB, 2002)
- Jag behöver busschauffören (Alfabeta bokförlag AB, 2003)
- Det ringer in! - en stor bok om alfabetet (Bonnier utbildning AB, 2004)
- Lille Ville (Alfabeta bokförlag AB, 2005)
- Mogen för skrubben : roman (Alfabeta bokförlag AB, 2005)
- Det började så oskyldigt med diskbänken (Alfabeta bokförlag AB, 2006)
- Om du behöver mig (Mix, 2014), del av serien Efter stormen
- Vad drömde du om? (Mirando, 2015), tillsammans med Sara Gimbergsson
- Sanningen : en roman om förälskelse (Sinko Bok, 2016), tillsammans med Helena Öberg
- Jag skriver till er för en väninnas räkning : dikter (Ord & visor, 2016)
- Du ska få gröt och en lillasyster (Alfabeta, 2016), tillsammans med Anna Bengtsson